# 赵谆议
赵谆议（1930年2月—2023年1月2日），山西左权人，中国人民解放军正军职离休干部、原电子工程学院政委。

## 生平
赵谆议1945年8月入伍，1947年3月加入中国共产党。历任文书、参谋、干事、助理员、科长，研究所副政委、政委，电子工程学院副政委等职。
2023年1月2日，赵谆议因病于北京逝世，享年92岁。讣告刊登在3月26日的《解放军报》。